# Minusio
Minusio (antiguamente en alemán Maniss) es una comuna suiza del cantón del Tesino, situada en el distrito de Locarno, círculo de Navegna. Limita al norte con la comuna de Brione sopra Minusio, al este con Tenero-Contra, al sur con Gambarogno, al suroeste con Locarno, y al oeste con Muralto y Orselina.
Gracias a su enclave también limita con la comuna de Avegno-Gordevio. 